# واجهة الدماغ والحاسوب
واجهة الدماغ والحاسوب (بالإنجليزية: Brain-Computer Interface) ويرمز لها اختصاراً BCI، هي طريقة للاتصال المباشر بين دماغ الإنسان والحاسوب دون الحاجة لاستخدام الأعضاء الجسدية الأخرى كالعضلات الطرفية، حيث تسمح واجهة الدماغ والحاسوب للإنسان أن يصدر أوامر لأي جهاز إلكتروني باستخدام نشاط الدماغ فقط. وهي تعتبر الطريقة الوحيدة للتواصل بالنسبة لكثير من الأشخاص الذين يعانون عدم القدرة على الحركة بشكل حاد.
لم تكن تكنولوجيا واجهة الدماغ والحاسوب جذابة للتحقيقات العلمية الجادة. وكثيرا ما رفضت فكرتها في الماضي لاعتبارها غريبة جدا وبعيدة. ومن ثم كانت الأبحاث في مجال نشاط الدماغ عادة ما تقتصر على تحليل الاضطرابات العصبية أو استكشاف وظائف الدماغ. ولكن مع التطور التكنولوجي فقد حدث تغيير جذري على مدى العقدين الماضيين. فبحوث واجهة الدماغ والحاسوب التي كنت تقتصر على ثلاث مجموعات فقط قبل 20 عاما وست إلى ثماني مجموعات قبل 10 أعوام هي الآن مجال مزدهر مع أكثر من 100 مجموعة بحثية نشطة في جميع أنحاء العالم. وزاد عدد المقالات العلمية المنشورة المتعلقة بالتكنولوجيا واجهة الدماغ والحاسوب بشكل كبير خلال العقد الماضي. ومن الملاحظ أنه خلال الفترة الأخيرة لم تعد الأبحاث في مجال واجهة الدماغ والحاسوب موجهة فقط للأشخاص الذين يعانون مشاكل في الحركة بل أصبحت أيضاً موجهة للمستخدم العادي من أجل تحسين استخدام الحاسوب.

## التاريخ
بدأت البحوث حول واجهة الدماغ والحاسوب في عام 1970 في جامعة كاليفورنيا في لوس انجليس (جامعة كاليفورنيا) في إطار منحة من مؤسسة العلوم الوطنية.
وكان مجال البحث هو التركيز في المقام الأول على الأطراف الاصطناعية العصبية في التطبيقات التي تهدف إلى استعادة تلف السمع والبصر والحركة. بفضل اللدونة القشرية الملحوظة في الدماغ، وإشارات من أطراف اصطناعية التي يمكن زرعها، وبعد التكيف، يتم التعامل معها من قبل الدماغ مثل أجهزة الاستشعار أو المستجيب للقنوات الطبيعية. وبعد سنوات من التجارب على الحيوانات، ظهرت أول جهاز تم زرعه في البشر في منتصف عام 1990.

## التطبيقات
بفضل أجهزة التخطيط الكهربي للدماغ (لما توفره من سهولة الاستخدام وانخفاض التكلفة) أصبحت تطبيقات واجهات الدماغ والحاسوب أكثر تنوعاً وانتشاراً. ومن المأمول تحسين جودة الحياة للأشخاص المعاقين بشدة. وبالمثل، فإن الاهتمام الذي يعطيه مقدمي الرعاية سيكون أقل كثافة، وأقل تكلفة، مع جعل حياة الأقارب أقل مشقة. علاوة على ذلك، يحتمل أن تمثل تطبيقات واجهات الدماغ والحاسوب أداة قوية لإبراز المعلومات الخفية في ذهن المستخدم والتي لا يمكنه التعبير عنها.
تخدم تطبيقات واجهات الدماغ والحاسوب ثلاث مجموعات بشكل رئيسي. المجموعة الأولى تضم المرضى الذين يعانون فقدان كامل للقدرة على الحركة، ربما لأنهم في المراحل النهائية من مرض التصلب الجانبي الضموري أو يعانون من الشلل الدماغي الحاد. المجموعة الثانية تضم المرضى الذين يعانون شللاً شبه تام تقريباً، ولكن مع القدرة على تحريك بعض الأجزاء، مثل حركة العين أو وميض العين أو تحريك الشفة. المجموعة الثالثة من المستخدمين تضم الأشخاص المعافين جسدياً. واجهات الدماغ والحاسوب لديها القليل لتقدمه للمجموعة الثالثة، لأنه يمكنهم إرسال نفس المعلومات بشكل اسرع وأسهل عن طريق الواجهات الأخرى. على الرغم من ذلك فإن واجهات الدماغ والحاسوب تستخدم بشكل متزايد مع الأشخاص المعافين جسدياً في مجالات التسويق العصبي وألعاب الفيديو كأداه لاستخراج معلومات من المستخدم والتي لا يستطيع التعبير عنها من خلال الواجهات التقليدية. وبالمثل يمكن استخدام واجهات الدماغ والحاسوب لبعض الناس الذين يعانون من اضطرابات عصبية مثل الفصام أو الاكتئاب.

### التواصل
تطبيقات واجهة الدماغ والحاسوب للتواصل تتعامل مع الإعاقة الشديدة في الاتصال الناتجة عن الأمراض العصبية. هذا النوع من التطبيقات ربما يمثل البحوث الأكثر إلحاحا في مجال واجهة الدماغ والحاسوب، وذلك لأن نشاط الاتصال أمر ضروري بالنسبة للبشر. التطبيقات لأغراض الاتصالات تقوم عادة بعرض لوحة مفاتيح افتراضية على الشاشة، حيث يقوم المستخدم بتحديد حرف من الأبجدية عن طريق واجهة الدماغ والحاسوب.
التطبيقات الهامة الأخرى من واجهات الدماغ والحاسوب المتعلقة بالاتصالات هي متصفحات الإنترنت التي تم تكييفها مع المستخدمين ذو الإعاقات الشديدة لأنه (على مدى العقد الماضي) أصبحت شبكة الإنترنت جزءا هاما جدا من الحياة اليومية.

### استعادة القدرة على الحركة
إصابة النخاع الشوكي أو الأمراض العصبية الأخرى المرتبطة مع فقدان الوظائف الحسية والحركية تقلل بشكل كبير جودة حياة المريض، وتسبب الاعتماد مدى الحياة على خدمات الرعاية المنزلية. استعادة الحركة قد تخفف من معانات المريض النفسية والاجتماعية. استعادة الحركة (مثل إمساك الأشياء) أمر ممكن في المرضى الذين يعانون شلل حاد من خلال أطراف صناعية عصبية (مثل ذراع روبوت) مع الاسترشاد بالتحفيز الكهربائي الوظيفي.

### التحكم البيئي
أحد الأهداف الرئيسية لتطبيقات واجهات الدماغ والحاسوب هو تحقيق أقصى قدر ممكن من الاستقلالية للمريض (على الرغم من أي إعاقة حركية). المرضى الذين يعانون من إعاقات حركية حادة غالبا ما يكونون مقعدين، ولهذا السبب تركز تطبيقات التحكم البيئي على السيطرة على الأجهزة المنزلية مثل التلفزيون والأضواء وأجهزة درجات الحرارة. وبجانب تحسين جودة حياة المرضى شديدي الإعاقة، فإن مهام مقدمي الرعاية ستكون أقل كثافة وتكلفة، وحياة أقاربهم ستكون أقل مشقة.
المثال التي تم تنفيذها بكثرة للتحكم البيئي هي مؤشر فأرة يقوم المستخدم بتحريكها يمينا ويسارا وإلى أعلى وأسفل باستخدام واجهة الدماغ والحاسوب (عادة أجهزة التخطيط الكهربي للدماغ)، يمكن باستخدام ذلك التحكم في نظام تشغيل جهاز الحاسوب أو أي جهاز منزلي آخر.

### التنقل
تطبيقات واجهات الدماغ والحاسوب التي تسمح للذوي الاحتياجات الخاصة التحكم في وسائل النقل تمثل مجالا هاما في استخداماتها. بفضل هذه التطبيقات، فإن الأشخاص الذين يعانون من الشلل النصفي أو ذوي الإعاقات الجسدية الأخرى يمكنهم دفع كرسي متحرك بشكل مستقل، مما يجعلهم أكثر استقلالية ويحسن جودة حياتهم.

### التسلية
كان لتطبيقات واجهات الدماغ والحاسوب الموجهة نحو الترفيه أولوية أقل عادة في هذا المجال. حيث تركز الأبحاث في تكنولوجيا واجهات الدماغ والحاسوب عادة على التطبيقات المساعدة لذوي الاحتياجات الخاصة (مثل أجهزة الهجاء والتحكم في كرسي متحرك أو الأطراف الصناعية العصبية) بدلا من التطبيقات لأغراض الترفيه. ولكن خلال السنوات الأخيرة قد زاد الاهتمام بتطبيقات الترفيه بسبب التقدم الكبير في هذه التكنولوجيا. في الواقع، قد فتحت التحسينات في أداء واجهات الدماغ والحاسوب الطريق لتوسيع نطاق استخدامها للأشخاص الغير معاقين. فقد قدمت واجهات الدماغ والحاسوب طريقة جديدة للتفاعل بين الإنسان والآلة والتي قد تجعل ألعاب الفيديو أكثر تحديا وجاذبية. بالإضافة إلى ذلك، فإن واجهات الدماغ والحاسوب توفير وسيلة للوصول إلى انطباعات المستخدم عن أداء اللعبة معه، وبالتالي تحسين الألعاب من خلال المعلومات عن نشاط الدماغ. يمكن لواجهات الدماغ والحاسوب تحديد متى يشعر اللاعب بالملل أو القلق أو الإحباط وذلك بهدف استخدام هذه المعلومات لتصميم الألعاب في المستقبل.

### التسويق العصبي
التسويق العصبي هو مجال جديد نسبيا من البحوث التي تطبق الأساليب العلمية العصبية لبحوث التسويق. قد يكون التسويق العصبي مصدرا للمعلومات أكثر دقة عن تفضيلات المستخدمين الغير واضحة، بدلا من بيانات دراسات بحوث التسويق التقليدية. تصوير الأعصاب قد يكشف معلومات خفية عن تفضيلات المستخدمين الحقيقية التي لا يمكن التعبير عنها صراحة. يمكن قياس استجابة الدماغ للإعلانات، وبالتالي يمكن قياس فعالية الحملات الإعلانية.

### الطب
لردود فعل الشخص عند استخدام واجهة الدماغ والحاسوب القدرة على حث اللدونة القشرية، هذه القدرة قد تكون أساساً للعديد من التطبيقات الطبية. يمكن للمستخدمين السيطرة على مناطق انتقائية معينة في الدماغ عن طريق ردود الفعل العصبية، بهدف إحداث تغييرات سلوكية في الدماغ. ردود الفعل العصبية التي يوفرها نظام واجهة الدماغ والحاسوب قد تحسن الأداء الإدراكي ومهارات الكلام والعاطفة وإدارة الألم، كما قد استخدمت في علاج الاضطرابات النفسية (مثل الصرع ونقص الانتباه والفصام والاكتئاب وإدمان الكحول). من ناحية أخرى فإن تسجيلات إشارة الدماغ يمكن استخدامها في قياس وظائف الدماغ وتقييم حالتها في الصحة والمرض.

## كيفية العمل
تهدف واجهة الدماغ والحاسوب إلى التعرف على أنماط معينة في إشارات الدماغ، وتتم هذه العملية عبر عدة خطوات متتابعة هي:
1. تسجيل الإشارات: يتم فيها تسجيل إشارات الدماغ، مع إمكانية تقليل التشويش ومعالجة عيوب التسجيل في الإشارة.
2. ما قبل المعالجة: يتم فيها تجهيز الإشارات بشكل يلائم عمليات المعالجة اللاحقة (أحيانا يتم دمجها في الخطوة السابقة).
3. استخراج الصفات: يتم فيها تحويل إشارات الدماغ لمصفوفة تحتوي بيانات الصفات الهامة.
4. التصنيف: يتم فيها تصنيف إشارات الدماغ (بالاعتماد على مصفوفة الصفات الهامة)، وترجمة ما يفكر فيه المستخدم.
5. واجهة التطبيق: يتم فيها تحويل نتيجة التصنيف إلى أوامر مفهومة للأجهزة المتصلة بواجهة الدماغ والحاسوب.

## طرق قياس نشاط الدماغ
من المعروف أن لكل منطقة في الدماغ وظائف محددة تقوم بها (فهناك منطقة مسئولة عن الذاكرة وأخرى عن الحركة الطرفية وغيرها). تعتمد واجهة الدماغ والحاسوب بشكل رئيسي على قياس نشاط الدماغ لمعرفة ما يفكر فيه المستخدم حاليا. يمكن رصد نوعين من أنشطة الدماغ هما:
1. النشاط الفيزيولوجي الكهربي: وهو يتم توليده عن طريق المرسلات الكيميائية الكهربائية عند تبادل المعلومات بين الخلايا العصبية. تولد الخلايا العصبية تيارات أيونية تتدفق داخل وعبر المجمعات العصبية. ويمكن تقسيم الطرق المستخدمة لقياس هذا النشاط إلى:
  - طرق جراحية: وفيها يتم زراعة مصفوفة أقطاب كهربية دقيقة داخل الجمجمة، وبالتالي يوجد الكثير من المخاطر بهذه الطرق. الجدير بالذكر أن كثير من الأبحاث تفرق بين نوعين من الطرق الجراحية: (أ) طرق جراحية جائرة Invasive حيث يتم زراعة مصفوفة الأقطاب الكهربية الدقيقة داخل المادة الرمادية بالمخ، (ب) طرق جراحية شبه جائرة Partially-invasive ويتم فيها زراعة مصفوفة الأقطاب الكهربية الدقيقة داخل الجمجمة ولكن تبقى خارج المخ أو المادة الرمادية، مما يعطي دقة أعلى من الطرق التي لا تحتاج جراحة ولكن بمخاطر أقل من طرق الجراحة الجائرة.[24]
  - طرق غير جراحية (أو غير جائرة Non-invasive): وفيها يتم تسجيل نشاط الدماغ بأجهزة خارجية دون إجراء أي عمليات جراحية (مثل وضع أقطاب كهربية على فروة الرأس أو استخدام الرنين المغناطيسي)، وبالتالي تكاد تنعدم المخاطر في هذه الطرق ولكن تقل الدقة كثيرا عن الطرق الجراحية.[24]
2. استجابة الدم الديناميكية: وهي العملية التي يقوم فيها الدم بتوصيل الجلوكوز للخلايا العصبية النشطة بمعدل أعلى من مناطق الخلايا العصبية الغير نشطة. ينتج عن توصيل الجلوكوز والأكسجين عبر مجرى الدم للخلايا النشطة وجود فائض من الأوكسي هيموغلوبين في أوعية المنطقة النشطة وبالتالي يحدث تغير ملحوظ بين النسبة الموضعية من الأوكسي هيموغلوبين إلى الديوكسي هيموغلوبين.[25] الطرق المستخدمة في قياس هذا التغير تعتبر طرق غير مباشرة، لأنها تقيس استجابة الدم الديناميكية وهي (على عكس النشاط الفيزيولوجي الكهربي) غير مباشرة الارتباط مع نشاط الخلايا العصبية.

### التخطيط الكهربي للدماغ
تقوم أجهزة التخطيط الكهربي للدماغ بقياس النشاط الكهربي للدماغ والذي يحدث نتيجة تدفق التيار الكهربي أثناء الاستثارات المشبكية للتفرعات في الخلية العصبية وهي حساسة جدا لتأثيرات التيارات الثانوية.
يمكن بسهولة تسجيل إشارات التخطيط الكهربي للدماغ بطريقة غير جراحية من خلال وضع أقطاب كهربائية على فروة الرأس، كما تتميز أجهزة التخطيط الكهربي للدماغ بانخفاض تكلفتها وقابليتها للحمل، كما أن لها دقة زمانية مرتفعة (تصل إلى 50 ميلي ثانية تقريبا، أي يمكن رصد إشارات الدماغ كل 50 ميلي ثانية). لهذه الأسباب فإنها تعتبر الطريقة الأوسع انتشارا لتسجيل نشاط الدماغ. ومع ذلك فإنها تعطي إشارات رديئة نسبيا (حيث أن الإشارات الملتقطة بواسطة الأقطاب الإلكترونية يجب أن تعبر من خلال عظام الجمجمة وفروة الرأس وعدد من الطبقات الأخرى)، كما أنها تعاني من ارتفاع معدل التشويش (الذي يحدث إما داخليا في الدماغ أو خارجيا على فروة الرأس أو بسبب حركة عضلات الوجه أو حركة العين)، فضلاً عن انخفاض الدقة الحيزية.
- المزايا: غير جراحية ومنخفضة التكلفة وقابلة للحمل ولها دقة زمانية مرتفعة (50 ميلي ثانية تقريبا).
- العيوب: انخفاض الدقة الحيزية (حوالي 10 مليمتر) وارتفاع معدل التشويش.

### التخطيط المغناطيسي للدماغ

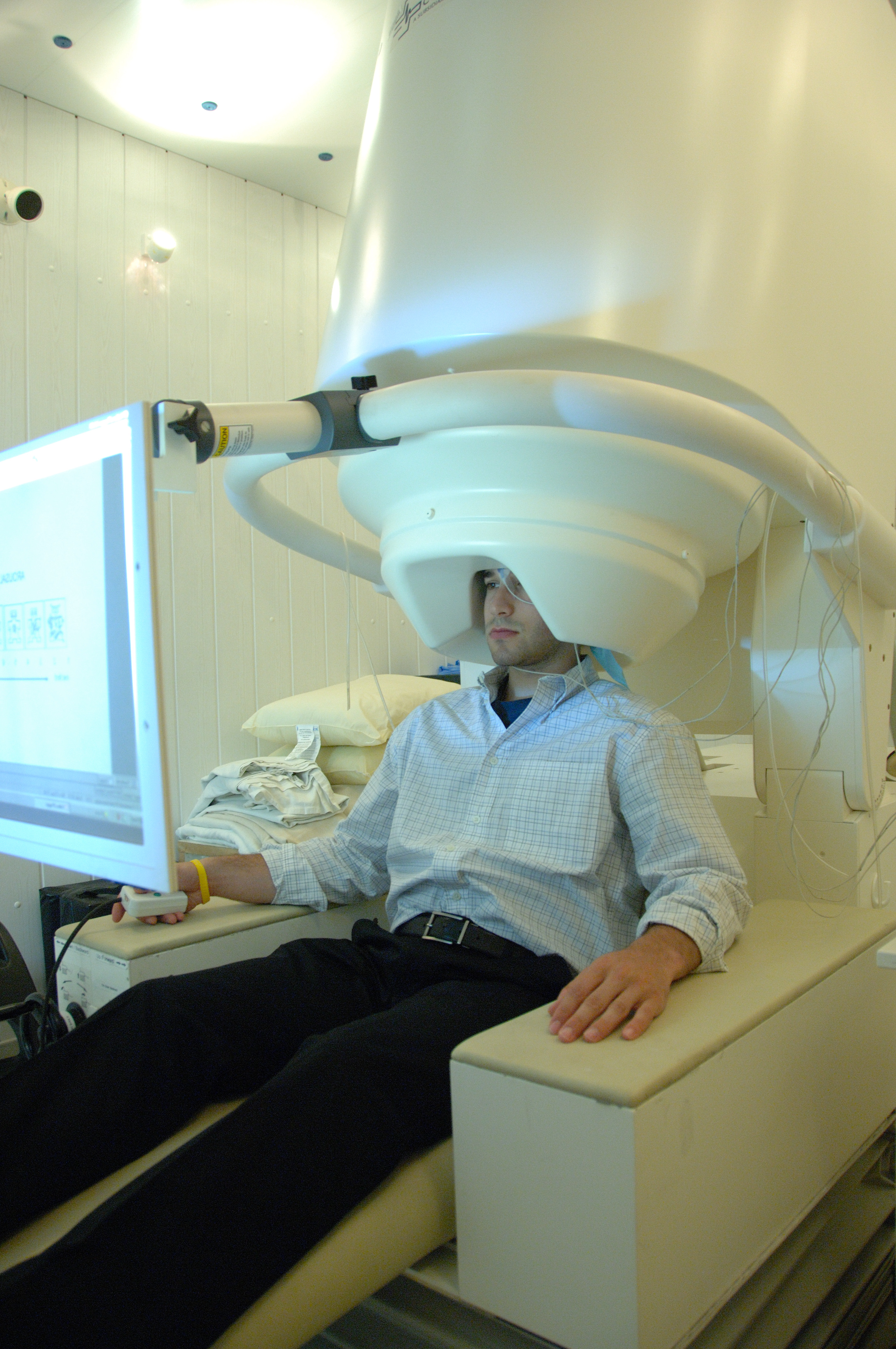
استخدام جهاز التخطيط المغناطيسي للدماغ مع أحد المرضى.

التخطيط المغناطيسي للدماغ هو طريقة غير جراحية لتسجيل نشاط الدماغ المغناطيسي باستخدام الحث المغناطيسي. يقيس التخطيط المغناطيسي للدماغ تدفق التيارات الكهربائية عبر التفرعات داخل الخلايا العصبية والتي تنتج حقول مغناطيسية يمكن قياسها من خارج الرأس. العمليات الفيزيولوجيا العصبية التي تنتج إشارات التخطيط المغناطيسي للدماغ مطابقة للعمليات التي تنتج إشارات التخطيط الكهربي للدماغ. ومع ذلك فبينما أجهزة التخطيط الكهربي للدماغ حساسة جدا لمصادر التيارات الثانوية، فأن أجهزة التخطيط المغناطيسي للدماغ حساسة أكثر لمصادر التيارات الرئيسية. تتميز أجهزة التخطيط المغناطيسي للدماغ بأن الحقول المغناطيسية أقل تأثرا بعظام الجمجمة وفروة الرأس من الحقول الكهربائية والتالي فإن التشويش الذي يحدث بها يكون أقل من أجهزة التخطيط الكهربي للدماغ.
يتم الكشف عن الحقول المغناطيسية بواسطة أجهزة واجهات الكم فائقة التوصيل، وهي حساسة جدا للإضرابات المغناطيسية التي تحدث بسبب نشاط الخلايا العصبية. المعدات الإلكترونية المستخدمة في قياس نشاط الدماغ المغناطيسي يتم تبريدها إلى حوالي −273 درجة مئوية لتسهيل عمل أجهزة الاستشعار فائقة التوصيل. أجهزة التخطيط المغناطيسي للدماغ تتطلب حماية فعالة من الواجهات الكهرومغناطيسية، لذلك يتم تركيب المعدات الإلكترونية داخل غرفة حماية مغناطيسية بحيث تخفف تأثيرات الحقول المغناطيسية من المصادر الخارجية.
- المزايا: غير جراحية، دقة حيزية أفضل (5 مليمتر تقريبا)، دقة زمانية مرتفعة (50 ميلي ثانية تقريبا)، انخفاض معدل التشويش.
- العيوب: باهظة الثمن، غير قابلة للحمل (ضخمة جدا).

### التخطيط الكهربي لقشرة الدماغ
التخطيط الكهربي لقشرة الدماغ هو طريقة لقياس النشاط الكهربي في قشرة الدماغ عن طريق وضع أقطاب كهربائية مباشرة على سطح الدماغ. بالمقارنة بالتخطيط الكهربي للدماغ فإن التخطيط الكهربي لقشرة الدماغ يعطي دقة زمانية وحيزية أعلى بالإضافة إلى سعة ذبذبات أعلى وحساسية أقل لعيوب التسجيل مثل وميض وحركة العين. ومع ذلك فإن التخطيط الكهربي لقشرة الدماغ هي طريقة جراحية (غير جائرة) حيث تتطلب فتح عظام الجمجمة لزراعة شبكة أقطاب كهربائية مما يستلزم مجازفة صحية خطيرة. لهذا السبب فإن التجارب الأولى للتخطيط الكهربي لقشرة الدماغ تمت على الحيوانات. قامت تلك التجارب على الحيوانات أيضا بتقييم مدى استقرار الإشارات التي يمكن رصدها من الدماغ على المدى الطويل. أظهرت النتائج أن الأقطاب الكهربائية تحت الجافية يمكنها إعطاء إشارات مستقرة لعدة شهور. ومع ذلك فإن مدى استقرار الإشارات المرصودة لمدة طويلة الأجل غير واضح حاليا. بعض التجارب الحديثة على القرود أظهرت أن إشارات التخطيط الكهربي لقشرة الدماغ يمكن أن تبقى بمستوى عالي لشهور بدون أي انحراف في الدقة أو إعادة التقييم. يمكن فك شفرة موضع اليد وزاوية مفاصل الزراع بنجاح أثناء الحركات الغير متزامنة. وقامت هذه الدراسات أيضا بتطوير بروتوكولات جراحية مصغرة لزراعة مجسات التخطيط الكهربي لقشرة الدماغ.
- المزايا: دقة زمانية مرتفعة جدا (3 ميلي ثانية تقريبا)، دقة حيزية مرتفعة جدا (1 مليمتر تقريبا)، سعة ذبذبة أعلى، معدل تشويش أقل.
- العيوب: تحتاج عملية جراحية.

### تسجيل الخلايا العصبية داخل قشرة الدماغ
تسجيل الخلايا العصبية داخل قشرة الدماغ هو أسلوب تصوير عصبي يقيس النشاط الكهربي داخل المادة الرمادية في الدماغ. وهو طريقة جراحية (جائرة) حيث تستلزم زراعة مصفوفة أقطاب كهربية دقيقة داخل قشرة الدماغ لرصد إشارات جهد الفعل وحقول الجهد الكهربائي الموضعية من الخلايا العصبية.
يوفر تسجيل الخلايا العصبية داخل قشرة الدماغ دقة زمانية وحيزية مرتفعة بالمقارنة بالتخطيط الكهربي للدماغ. ومع ذلك فإن جودة الإشارات ربما تتأثر برد فعل المناعة في أنسجة الدماغ للأقطاب الدقيقة المزروعة فيها وبتغيرات حساسية الأقطاب الدقيقة التي ربما تدمر تدريجيا على مر الزمن. يمكن للمستخدم التأقلم مع هذه التغيرات البطيئة في حساسية الأقطاب الدقيقة بدون الحاجة لإعادة التدريب. ومع ذلك فمن الضروري إعادة تقييم حساسية الأقطاب الكهربائية المزروعة بشكل دوري.
- المزايا: دقة زمانية مرتفعة جدا (3 ميلي ثانية تقريبا)، دقة حيزية مرتفعة جدا (من 0.5 مليمتر إلى 0.05 مليمتر).
- العيوب: تحتاج عملية جراحية جائرة، الأقطاب الكهربائية الدقيقة المزروعة في الدماغ ربما تدمر تدريجيا، يجب إعادة تقييم حساسية الأقطاب الكهربائية المزروعة بشكل دوري.

### التصوير بالرنين المغناطيسي الوظيفي

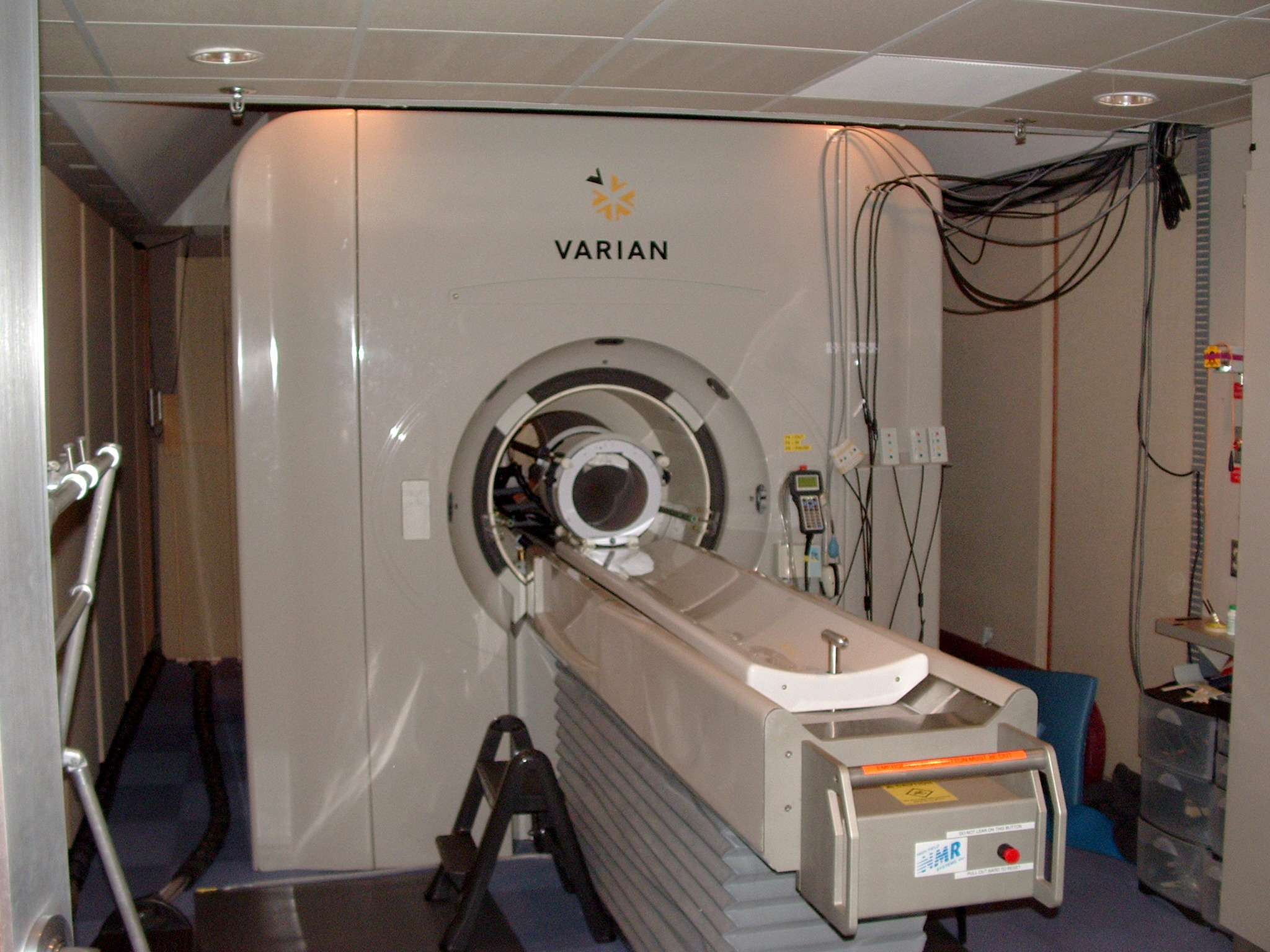
جهاز التصوير بالرنين المغناطيسي الوظيفي.

التصوير بالرنين المغناطيسي الوظيفي هو طريقة غير جراحية لتصوير نشاط الدماغ وهي تحدد التغيرات الموضعية في حجم ومعدل جريان الدم في الدماغ ومستويات الأوكسجين أثناء النشاط العصبي عن طريق الحقول الكهرومغناطيسية. يتم إجراء التصوير بالرنين المغناطيسي الوظيفي عموما باستخدام ماسحات التصوير بالرنين المغناطيسي التي تطبق حقول كهرومغناطيسية بقوة في حدود 3 تسلا أو 7 تسلا. الميزة الرئيسية لاستخدام التصوير بالرنين المغناطيسي الوظيفي هي الدقة الحيزية المرتفعة. لهذا السبب تم تطبيق التصوير بالرنين المغناطيسي الوظيفي لتحديد المناطق النشطة في الدماغ. ومع ذلك فإن التصوير بالرنين المغناطيسي الوظيفي له دقة زمانية منخفضة (حوالي ثانية واحدة أو ثانيتين). بالإضافة لذلك فإن استجابة الدم الديناميكية لها تأخر فيزيولوجي من 3 إلى 6 ثواني. لذلك فإن التصوير بالرنين المغناطيسي الوظيفي غير مناسب للتواصل السريع في نظم واجهة الدماغ والحاسوب وهو أيضا سريع التأثر جدا بحركة الرأس.
يستخدم التصوير بالرنين المغناطيسي الوظيفي في نظم واجهة الدماغ والحاسوب عادة في قياس مدي التعلق بمستوى أكسجة الدم (Blood Oxygen Level Dependent) أثناء النشاط العصبي. على الرغم من أن إشارات التعلق بمستوى أكسجة الدم غير مباشرة الارتباط بالنشاط العصبي فإن العلاقة بينهم موجودة.

يعتبر استخدام التصوير بالرنين المغناطيسي الوظيفي في تكنولوجيا واجهة الدماغ والحاسوب حديث نسبيا. قبل ظهور التصوير بالرنين المغناطيسي الوظيفي الفوري كانت عملية تسجيل نشاط الدماغ تقليديا تأخذ وقت طويل. وكانت البيانات المسجلة بالتصوير بالرنين المغناطيسي الوظيفي تعالج في وقت لاحق وتصبح النتائج متاحة بعد عدة ساعات أو أيام. بفضل التصوير بالرنين المغناطيسي الوظيفي الفوري أصبح من المتاح استخدام التصوير بالرنين المغناطيسي الوظيفي في واجهات الدماغ والحاسوب. يتراوح معدل نقل المعلومات في واجهات الدماغ والحاسوب المعتمدة على التصوير بالرنين المغناطيسي الوظيفي ما بين 0.60 و 1.20 بت في الدقيقة. تطبيقات التصوير بالرنين المغناطيسي الوظيفي خارج المعامل غير متوقع الوصل لها حاليا لأن التصوير بالرنين المغناطيسي الوظيفي يحتاج أجهزة ضخمة جدا وباهظة الثمن.
- المزايا: غير جراحية، دقة حيزية مرتفعة (1 مليمتر تقريبا).
- العيوب: باهظة التكلفة، غير قابلة للحمل (ضخمة جدا)، دقة زمانية منخفضة (ثانية واحدة تقريبا).

### مطيافية الأشعة تحت الحمراء القريبة
مطيافية الأشعة تحت الحمراء القريبة هي طريقة مطيافية غير جراحية تستخدم الأشعة تحت الحمراء لتفسير التغيرات المرصودة في الأيض الدماغي أثناء النشاط العصبي. الأشعة تحت الحمراء تخترق عظام الجمجمة لعمق من 1 إلى 3 سم تقريبا، حيث تسمح الأشعة مخففة التركيز بقياس التغيرات في كثافة الأوكسي هيموغلوبين والديوكسي هيموغلوبين. لأن قدرة الأشعة على اختراق الدماغ غير عميقة فإن هذه الطريقة تصل فقط للطبقة الخارجية من قشرة الدماغ. أحد نواحي القصور في مطيافية الأشعة تحت الحمراء القريبة (بشكل مشابه للتصوير بالرنين المغناطيسي الوظيفي) هو طبيعة استجابة الدم الديناميكية حيث أن التغيرات في الأوعية الدموية تحدث بعد عدة ثواني من النشاط العصبي المرتبطة به. الدقة الحيزية لمطيافية الأشعة تحت الحمراء القريبة قليلة نسبيا (في حدود 1 سم). على الرغم من ذلك فإن مطيافية الأشعة تحت الحمراء القريبة تتميز بانخفاض التكلفة وقابلية الحمل ودقة زمانية مقبولة (في حدود 100 ميلي ثانية).
على الرغم من أن مطيافية الأشعة تحت الحمراء القريبة تعتبر طريقة جديدة نسبيا لقياس نشاط الدماغ فإنه من المتوقع أن تكون طريقة فعالة في تطبيقات واجهات الدماغ والحاسوب المستقبلية. تقدم مطيافية الأشعة تحت الحمراء معدل نقل البيانات قليل حاليا (حوالي 4 بت في الدقيقة)، لكن من التوقع أن يزيد في المستقبل. يمكن أن تكون هذه الطريقة بديل محتمل لأجهزة التخطيط الكهربي للدماغ، حيث أنها لا تتطلب جل موصل أو أقطاب كهربائية قابلة للتآكل. ومع ذلك فإن سرعة التواصل في واجهات الدماغ والحاسوب المعتمدة على مطيافية الأشعة تحت الحمراء القريبة تكون محدودة بسبب التأخر في استجابة الدم الديناميكية. بعض الدراسات قد أوضحت إمكانية التعرف على الوظائف العقلية من خلال الاستجابات البصرية المستمدة من هذه الطريقة.
- المزايا: غير جراحية، قابلة للحمل، منخفضة التكلفة.
- العيوب: دقة حيزية منخفضة (5 مليمتر تقريبا)، دقة زمانية منخفضة (ثانية واحدة تقريبا).

## التحديات التي تواجه استخدام واجهات الدماغ والحاسوب في الحياة العملية
على الرغم من التطورات الحالية الهائلة في تكنولوجيا واجهات الدماغ والحاسوب فإنه لا يزال هناك العديد من التحديات التي تواجه تطبيقها في الحياة الواقعية، نذكر من هذه التحديات:
- معدل نقل البيانات منخفض جدا بالنسبة لمحادثات التفاعلية الطبيعية، حتى للأشخاص ذو الخبرة والانسجام مع نظم واجهة الدماغ والحاسوب.
- ارتفاع معدل الخطأ مما يزيد تعقيد عملية التفاعل.
- لا يمكن للأشخاص المصابين بصعوبات في الحركة استخدام نظم واجهات الدماغ والحاسوب بشكل مستقل، لأنها تحتاج لمساعدة في وضع الأقطاب الكهربائية أو أجهزة استقبال الإشارة قبل أن يتمكن الشخص المصاب من استخدمها.
- مستخدم واجهة الدماغ والحاسوب يمكنه إغلاق النظام باستخدام نشاط الدماغ، لكنه لن يكون قادر على تشغيله مرة أخرى باستخدام نشاط الدماغ فقط (وهي تسمى مشكلة "لمسة ميداس").
- التعامل مع تطبيقات واجهات الدماغ والحاسوب يتطلب تركيز فكري عالي، يمكن للمستخدمين الوصول له عادة في بيئة معملية هادئة لكن يصعب ذلك في الحياة الواقعية.